# Catedral de Iorque
A Catedral e Igreja Metropolítica de São Pedro em Iorque, mais conhecida como Catedral de Iorque (York Minster, em inglês) é a maior catedral de estilo gótico do norte europeu, localizada na cidade de Iorque, Inglaterra. É a sede do arcebispo de Iorque (o segundo mais alto cargo da Igreja Anglicana), e catedral da Diocese de Iorque.

## História

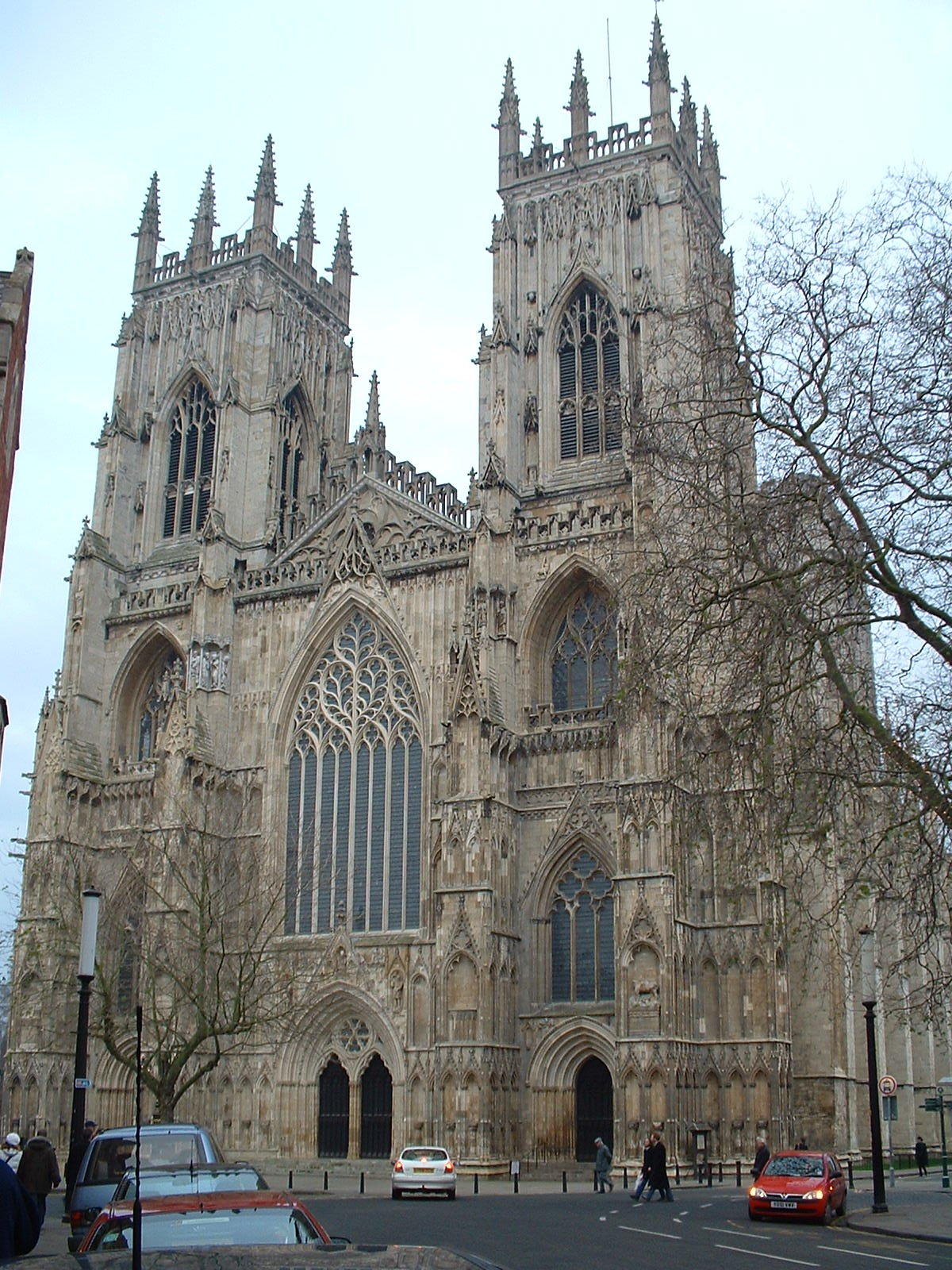
A face oeste da catedral

Medidas em direção a um edifício mais importante começaram em 630. Uma estrutura de pedra foi completada em 637 por Osvaldo da Nortúmbria e foi dedicada a São Pedro. A igreja logo caiu em ruínas e foi dilapidada em torno de 670, quando bispo Vilfrido subiu para a Sé de Iorque. Ele realizou esforços para reparar e renovar a estrutura. A escola anexa e a biblioteca foram estabelecidas e, ao chegar o século VIII, estavam entre as mais importantes no norte da Europa.

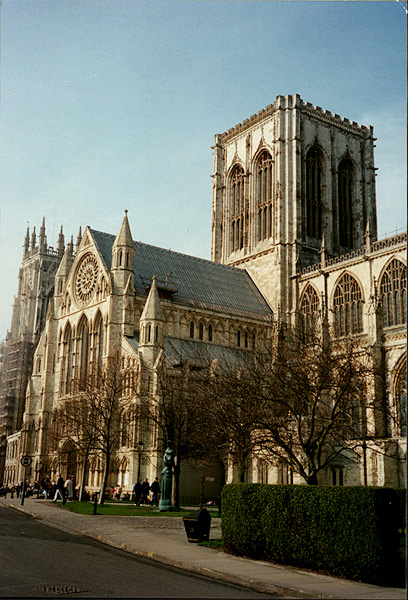
Transepto e cruzeiro da Catedral de Iorque visto do sudeste

Em 741, a igreja foi destruída por um incêndio. Foi reconstruída como uma estrutura ainda mais impressionante, contendo trinta altares. A igreja e toda a área, em seguida, passaram pelas mãos de numerosos invasores, e sua história é obscura até o século X]. Houve uma série de arcebispos beneditinos, incluindo Santo Osvaldo, Vulfstano e Aldredo, que viajaram para Westminster para a coroação de Guilherme, o Conquistador em 1066. Aldredo morreu em 1069 e foi sepultado na igreja.

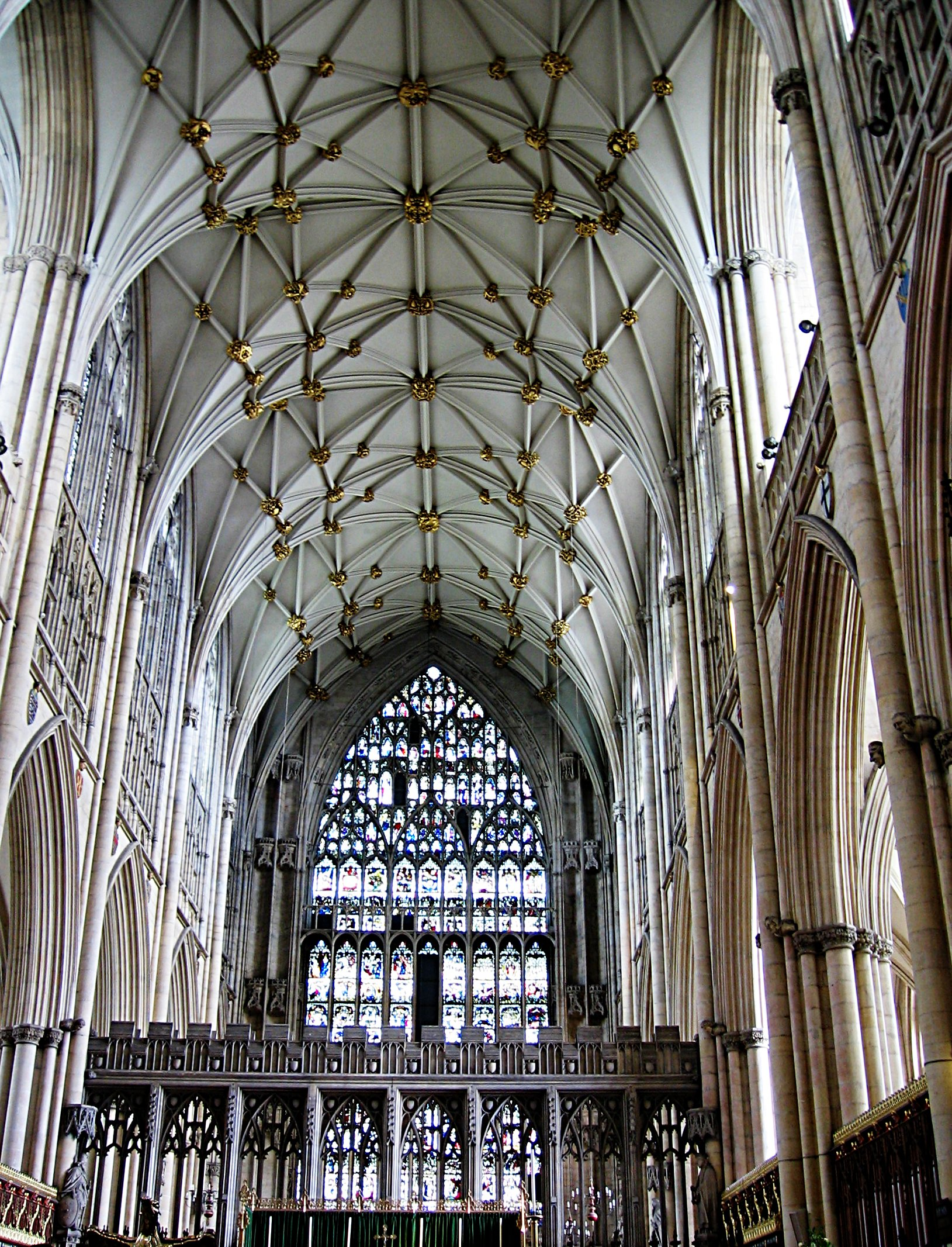
Interior da Catedral de Iorque

A igreja foi danificada em 1069, mas o primeiro arcebispo normando, chegando em 1070, organizou os reparos. Os dinamarqueses destruíram a igreja em 1075, mas ela foi novamente reconstruída a partir de 1080. Construída no estilo arquitetônico normando, tinha 365 pés de comprimento e rebocada com linhas brancas e vermelhas. A nova estrutura foi danificada por um incêndio em 1137, mas foi logo consertada. O coro e a cripta foram remodelados em 1154, e uma novo capela foi construída, tudo no estilo normando.
O estilo gótico nas catedrais tinha chegado em meados do século XII. Walter de Gray foi feito arcebispo em 1215 e ordenou a construção de uma estrutura gótica que se comparasse à Catedral de Cantuária. A construção teve início em 1220. Os transeptos norte e sul foram as primeiras estruturas novas. Concluídas na década de 1250, ambas foram construídas no estilo gótico inglês, mas tinham paredes marcadamente diferentes. Uma substancial torre central também foi concluída, com uma cúspide de madeira. A construção continuou até o século XV.
A Casa do Capítulo foi iniciada na década de 1260, e foi concluída antes de 1296. A larga nave foi construída a partir da década de 1280, sobre as fundações normandas. O telhado exterior foi concluído em 1330, mas o arco não foi concluído até 1360. A construção, em seguida, seguiu para o braço leste e para as capelas, com a última estrutura normanda, o coro, sendo demolida em 1390. Esse trabalho terminou em cerca de 1405. Em 1407, a torre central entrou em colapso - os pilares foram reforçados e uma nova torre foi construída a partir de 1420. As torres ocidentais foram adicionadas entre 1433 e 1472. A catedral foi declarada completa e consagrada em 1472.
A Reforma Protestante levou ao primeiro arcebispo protestante, ao saque de uma grande parte dos tesouros da catedral e à perda de grande parte das terras da igreja. Sob o reinado de Isabel I, houve um esforço concertado para remover todos os traços da Igreja Católica Apostólica Romana da Catedral. Ocorreram muitas destruições de túmulos, janelas e altares. Durante a Guerra Civil Inglesa, a cidade foi sitiada e caiu sob as forças de Oliver Cromwell em 1644, mas Thomas Fairfax impediu mais danos à catedral.
Após o o abrandamento das tensões religiosas houve algum trabalho para restaurar a catedral. De 1730 a 1736, todo o piso foi refeito em mármore e, a partir de 1802, foi realizada uma grande restauração. No entanto, em 2 de fevereiro de 1829 um incêndio criminoso por parte do não-conformista Jonathan Martin infligiu grandes danos no braço leste, e um incêndio acidental em 1840 deixou a nave, a torre sudoeste, e o corredor sul sem teto e com as conchas enegracidas. A catedral caiu em débito e, no ano de 1850, os serviços foram suspensos. Porém, a partir de 1858, Augustus Duncome trabalhou bem sucedidamente para reviver a catedral.
Durante o século XX, houve um trabalho de conservação mais bem orquestrado, especialmente após uma pesquisa de 1967 que revelou que a construção, em especial a torre central, estava próxima do colapso. Foram levantadas £ 2 000 000, gastas em 1972 para reforçar e fortalecer as fundações do edifício e o telhado. Durante as escavações realizadas, remanescentes do canto norte da Principia Romana foram encontrados no transepto sul. Um incêndio em 1984 destruiu o telhado do transepto sul, e cerca de £ 2,5 milhões foram gastos com reparos. O trabalho de restauração foi concluído em 1988, e incluiu novos arcos no telhado, de acordo com um projeto que havia ganhado o concurso organizado pela BBC. Em 2007, a renovação começou na frente leste, incluindo a Grande Janela Oriental, com um custo estimado de £ 23 milhões.

## Arquitetura da igreja atual
A Catedral de Iorque é a maior catedral de estilo gótico do norte da Europa e claramente marca o desenvolvimento da arquitetura gótica inglesa desde seu período inicial até o período perpendicular. O edifício atual foi iniciado ao redor de 1230, sendo que sua construção terminou em 1472. Tem uma planta em forma de cruz, com uma sala capitular octogonal ligada ao transepto norte, uma torre central e duas torres na frente oeste. A pedra usada para a construção um calcário de cor branco-creme, extraído na cidade vizinha de Tadcaster. A catedral tem 148 metros de comprimento e cada uma das suas três torres tem 60 metros de altura. O coro, que tem uma altura interior de 31 metros, só é superado em altura, na Inglaterra, pelo coro da Abadia de Westminster.

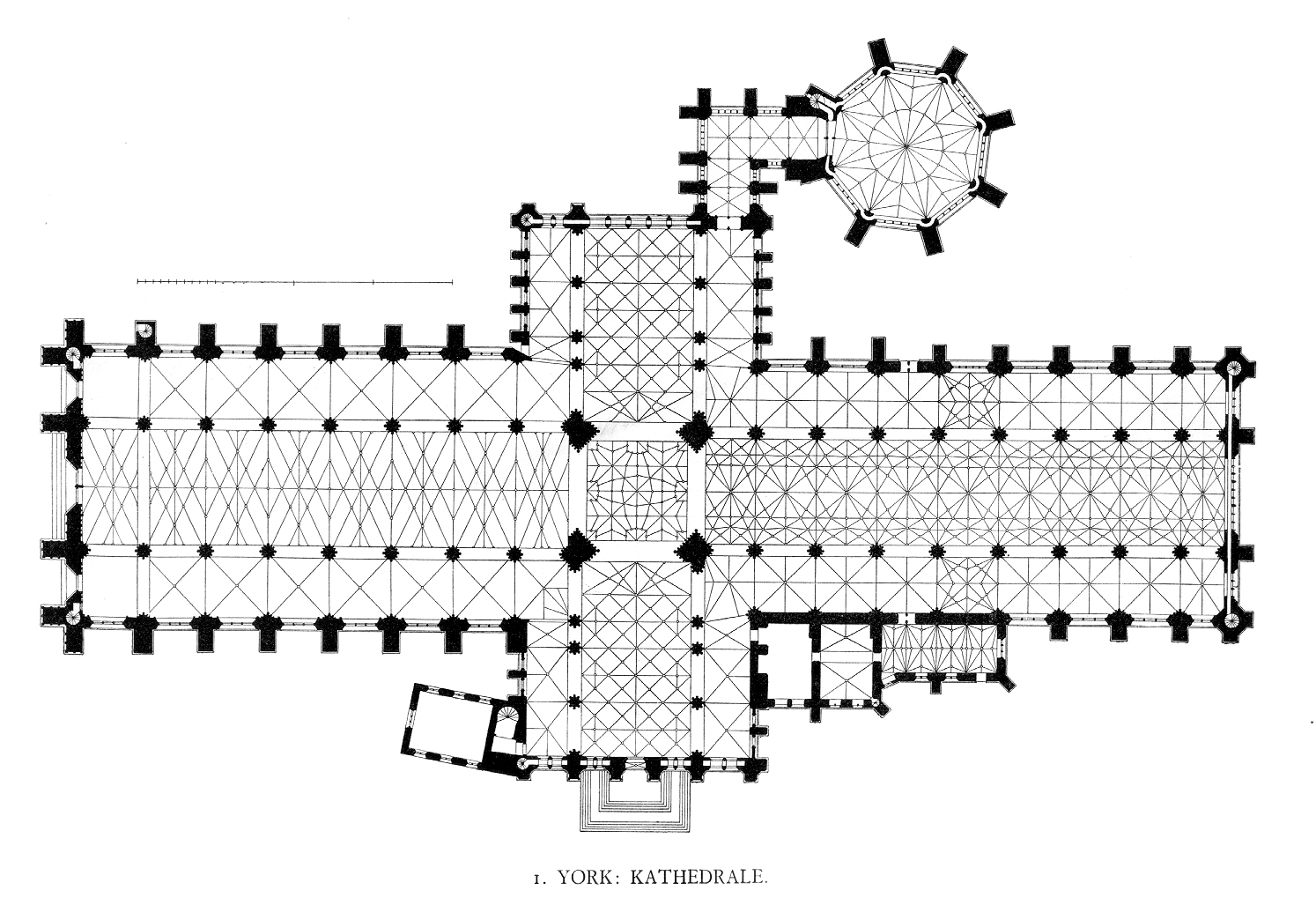
A planta cruciforme da Catedral de Iorque

Os transeptos norte e sul foram as primeiras partes a serem construídas na nova igreja. Têm janelas em lanceta simples, a mais famosa delas sendo a Cinco Irmãs, no transepto norte. Estes são cinco lancetas, cada uma com 16 metros de altura e envidraçadas com vidros cinzentos em grisaille, ao invés de cenas narrativas ou motivos simbólicos que são geralmente vistos em vitrais medievais. No transepto sul, a famosa rosácea, cujo vidro remonta a cerca de 1500, e que comemora a união das casas reais de Iorque e Lencastre. Os telhados dos transeptos são de madeira, sendo que o do transepto sul foi queimado no incêndio de 1984 e foi substituído no trabalho de restauração completado em 1988. Após a conclusão dos transeptos, o trabalho começou na sala capitular e em seu portal que o liga ao transepto norte. A casa capitular é no estilo do início do Período Decorado Gótico, em que os padrões geométricos foram usados no rendilhado das janelas, que eram mais largas do que nos estilos de períodos anteriores. No entanto, a obra foi concluída antes do surgimento do arco conopial, um arco em "S" duplo que foi largamente empregado no final deste período. As janelas cobrem quase todo o espaço superior da parede, permitindo ampla entrada de iluminação na sala capitular. Ela tem formato octogonal, como em muitas catedrais, mas notadamente não tem coluna central de suporte do telhado. O teto de madeira, de design inovador, é leve o suficiente para ser suportado pelos contrafortes das paredes. A sala capitular tem muitas cabeças esculpidas acima da cobertura, as quais representam algumas das melhores esculturas góticas do país. Há cabeças humanas, todas diferentes entre si, algumas caretas, anjos, animais e figuras grotescas. Exclusivamente nos transeptos e na sala capitular, há uso de mármore Purbeck adornando os pilares, o que contribui para a riqueza da decoração.

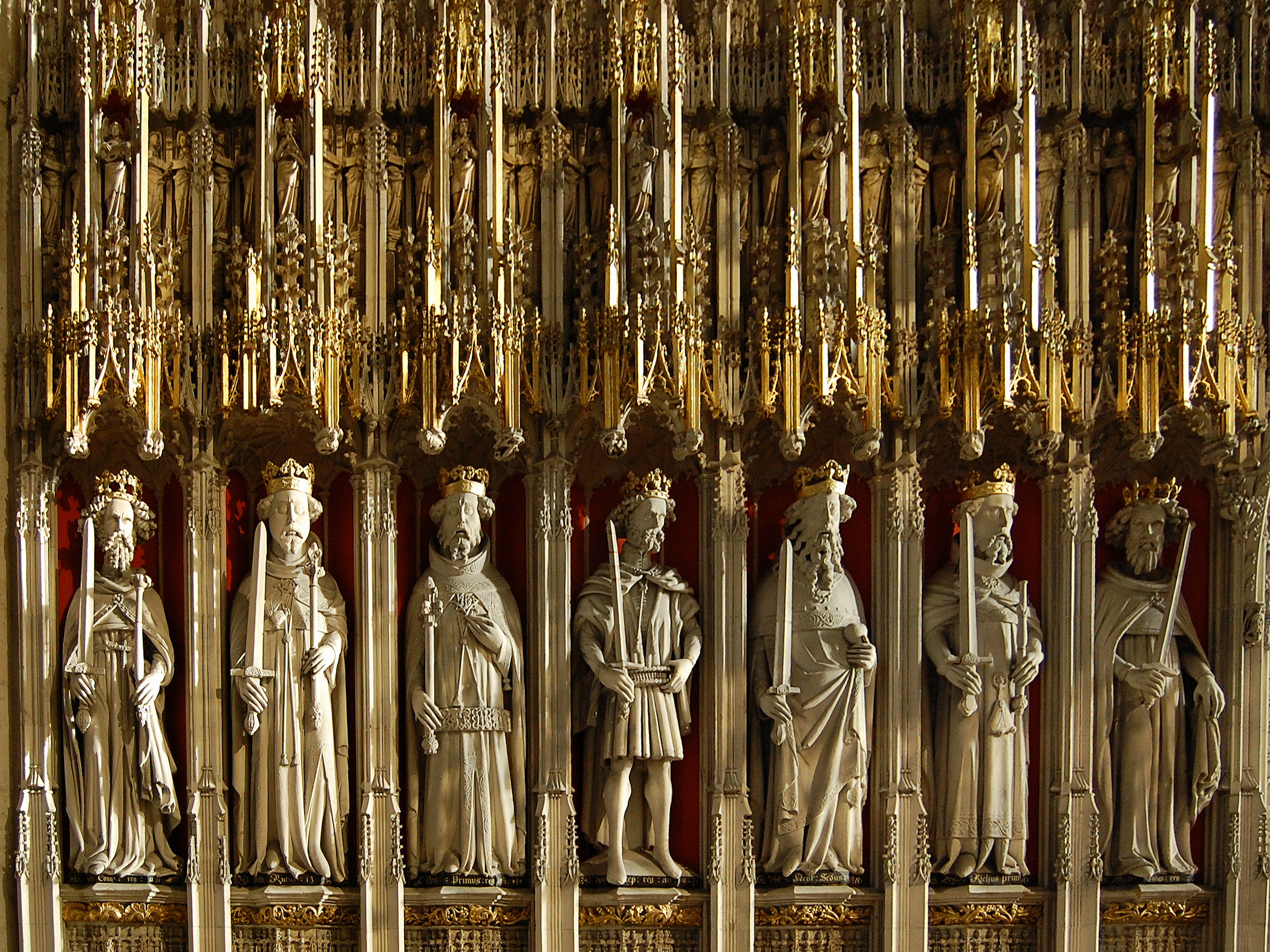
O coro alto.

A nave foi construída entre 1291 e 1350, e também é em estilo gótico decorado. É a maior nave gótica na Inglaterra e tem um telhado de madeira - pintado de forma a parecer com pedra - e os corredores têm tetos abobadados de pedra. Na sua extremidade ocidental há a Grande Janela Ocidental, conhecido como o "Coração de Yorkshire", que apresenta os rendilhados fluidos do final do período gótico decorado.
A extremidade leste da Catedral foi construída entre 1361 e 1405, no Período Perpendicular do estilo gótico. Apesar da mudança no estilo, perceptível em detalhes como o rendilhado, o braço oriental mantém o padrão da nave. A extremidade contém um coro com quatro compartimentos, um segundo conjunto de transeptos projetando-se apenas acima de meia altura, e a Capela de Nossa Senhora. Os transeptos estão alinhados com o altar-mor, servindo como passagem de luz para ele. Atrás do altar-mor está a "Grande Janela Oriental", a maior extensão de vitrais medievais do mundo.
A escassamente decorada Torre Central foi construída entre 1407 e 1472 e é também do estilo Perpendicular. Abaixo dela, separando o coro da nave está o notável coro alto do século XV. Ele contém esculturas dos reis da Inglaterra a partir desde Guilherme, o Conquistador até Henrique VI, feitas em  pedra, com abóbadas douradas contra um fundo vermelho. Acima do coro fica o órgão, que data de 1832. As torres orientais, em contraste com a torre central, são fortemente decoradas e cobertas com ameias e com oito pináculos cada, também no estilo Perpendicular.

### Vitrais

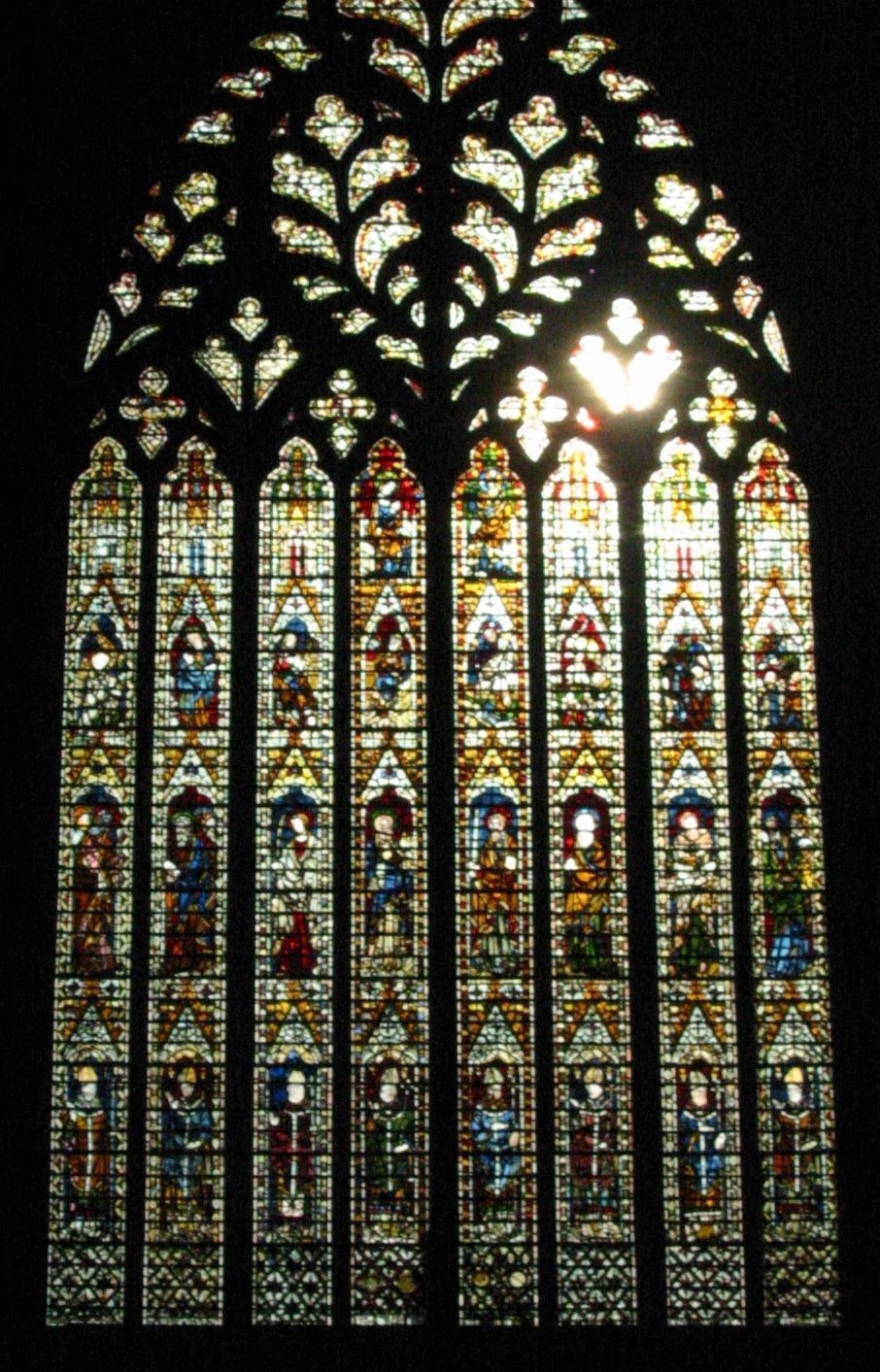
Janela oeste da Catedral de Iorque

Iorque como um todo, e especialmente a Catedral, têm uma longa tradição na criação de belos vitrais. Alguns dos vitrais da Catedral de Iorque remontam ao século XII. A Grande Janela Oriental, com 76 pés de altura, foi criada no início do século XV, sendo o maior exemplo de vitral medieval no mundo. Outras janelas espetaculares da catedral incluem uma rosácea ornamentada e a janela "Cinco Irmãs", com cinquenta pés de altura. Devido ao grande período de tempo ao longo do qual o vidro foi instalado, diferentes tipos de envidraçamento e técnicas de pintura que evoluíram durante centenas de anos podem ser vistas nas diferentes janelas. Há cerca de 2 milhões de peças individuais de vidro que compõem os 128 vitrais da catedral. Grande parte do vidro foi retirado e depois remontado na Primeira e na Segunda Guerra Mundial, e as janelas estão constantemente sendo limpas e restauradas para manter sua beleza intacta
Em 2008, uma grande restauração da Grande Janela Oriental teve início, envolvendo a remoção, pintura e remontagem de cada painel. Enquanto a janela estava no pátio de armazenamento da Catedral, ocorreu um incêndio em alguns escritórios adjacentes, devido a uma falha elétrica em 30 de dezembro de 2009. Os de 311 painéis da janela, armazenados em uma sala vizinha, não foram danificadas, sendo levados para uma área segura com sucesso.

### As torres e os sinos
As duas torres ocidentais da catedral contam com sinos e relógio com badalos. A torre ocidental norte contém o sino Great Peter e os seis sinos de relógio. A torre ocidental sul tem 14 sinos pendurados para mudança de toques e 11 sinos do carrilhão, que são o tocados por meios de um teclado na câmara de toque.
Os sinos tocam a cada quarto de hora durante o dia e o Great Peter marca a mudança de hora. Os sinos para mudança de toque são tocados regularmente aos domingos, antes dos serviços e em outras vezes. Os tocadores praticam nas noites de terça-feira. Ocasionalmente, os sinos do carrilhão são tocados antes dos serviços.

## Órgão
O incêndio de 1829 destruiu o órgão, e a base do órgão atual data de 1832, quando Elliot e Hill construíram um novo instrumento. Este órgão foi reconstruído em 1859 por William Hill e filhos.
Em 1901, J.W. Walker e filhos conduziram uma reconstrução. Os Walkers adicionaram uma quantidade significativa de foles ao instrumento.
Algum trabalho foi realizado em 1915 por Harrison & Harrison, quando o famoso Tuba Mirabilis foi adicionado. Outros trabalhos menores foram feita aos trancos e barrancos pela mesma empresa, até 1928.
Em 1961, J.W. Walker reconstruiu o instrumento, que foi limpo em 1982. O fogo de 1984 afetou o Órgão, porém não irremediavelmente. O dano fez com que se apressasse uma grande restauração, que foi iniciada em 1991 e terminou um ano mais tarde, por Geoffrey Coffin, que havia sido Organista Assistente na Catedral.
Details of the organ from the National Pipe Organ Register

### Organistas
| - 1633 James Hutchinson - 1662 J. H. Charles - 1667 Thomas Preston - 1691 Thomas Wanless - 1695 J.Heath - 1715 Charles Murgatroyd - 1721 William Davies | - 1722 Charles Quarles - 1734 James Nares - 1756 John Camidge - 1799 Matthew Camidge - 1842 John Camidge - 1848 Thomas Simpson Camidge - 1859 Edwin George Monk | - 1883 John Naylor - 1897 T. Tertius Noble - 1913 Edward Bairstow - 1946 Francis Jackson - 1983 Philip Moore - 2008 Robert Sharpe |

Entre 2001 e 2008, a pessoa tradicionalmente conhecida como Organista passou a ser chamada de Mestre de Música e o Organista Assistente se tornou Organista. Em 2008, o título de Mestre de Música foi mudado para Diretor de Música e Robert Sharpe assumiu a responsabilidade dos corais de meninos e de meninas. O cargo de Estudios de Órgão foi substituído em 2008 por Assistente do Director de Música(atualmente ocupado por David Pipe).  John Scott Whiteley é o organista.

### Organistas assistentes
- Thomas Simpson Camidge 1842 - 1848
- Mark James Monk ???? - 1879
- Edward Johnson Bellerby
- Thomas William Hanforth 1891 - 1892
- Flaxington Harker ???? - 1902
- Edwin Fairbourn 1902 - 1906
- William Green 1906 - 1910
- Cyril F. Musgrove 1910 - 1914 [13][14]
- Harold A. Bennett 1917 - 1923
- J. Lawrence Slater 1919 - 1929
- Owen Le Patourel Franklin 1929 - 1941, 1946[15]
- Sefton Cottom 1945
- Francis Jackson 1946 - 1947
- Allan Wicks 1947 - 1954[16]
- Eric Parsons 1954 - 1957
- Ronald Edward Perrin 1957 - 1966
- Peter J. Williams 1966 - 1967
- A. Wilson Dixon 1969 - 1971
- Geoffrey Coffin 1971 - 1975
- John Scott Whiteley 1976 - 2008

## Superstições
Acredita-se que há muitos anos existe um fantasma de J.H. Charles, um dos ex-organistas, que morreu numa queda quando limpava as válvulas do órgão da igreja.

## Relógio astronômico
O relógio astronômico da Catedral de Iorque foi instalado no transepto norte da catedral em 1955. O relógio é um memorial aos elementos da Força Aérea britânica que operaram nas bases de Yorkshire, Durham, e Nortúmbria que foram mortos durante a Segunda Guerra Mundial.

## Iluminações

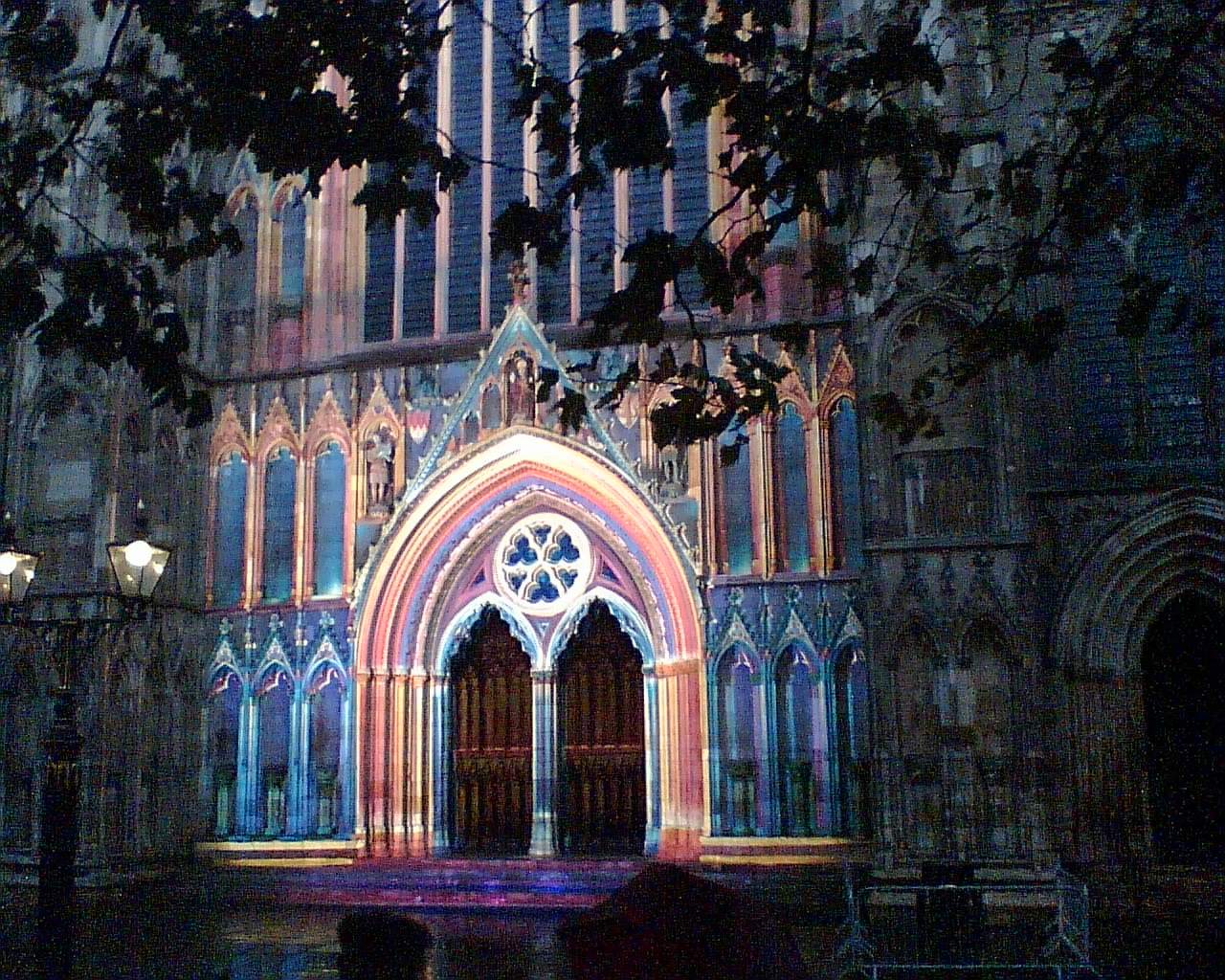
A entrada oeste, iluminada em dezembro de 2005

Em novembro de 2002, a Catedral de Iorque recebeu iluminação colorida na primeira vez em sua história. Na ocasião, a mídia local e regional noticiou o fato. A iluminação foi planejada por Mark Brayshaw, que nasceu em Iorque. Iluminações similares foram projetadas para os períodos natalinos nos anos subsequentes.

## Galeria de imagens

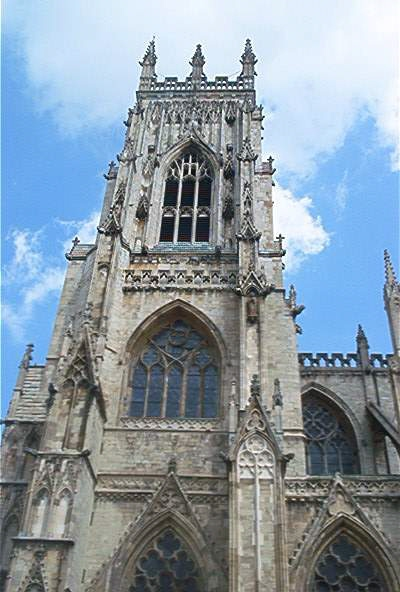
A torre sudoeste da catedral
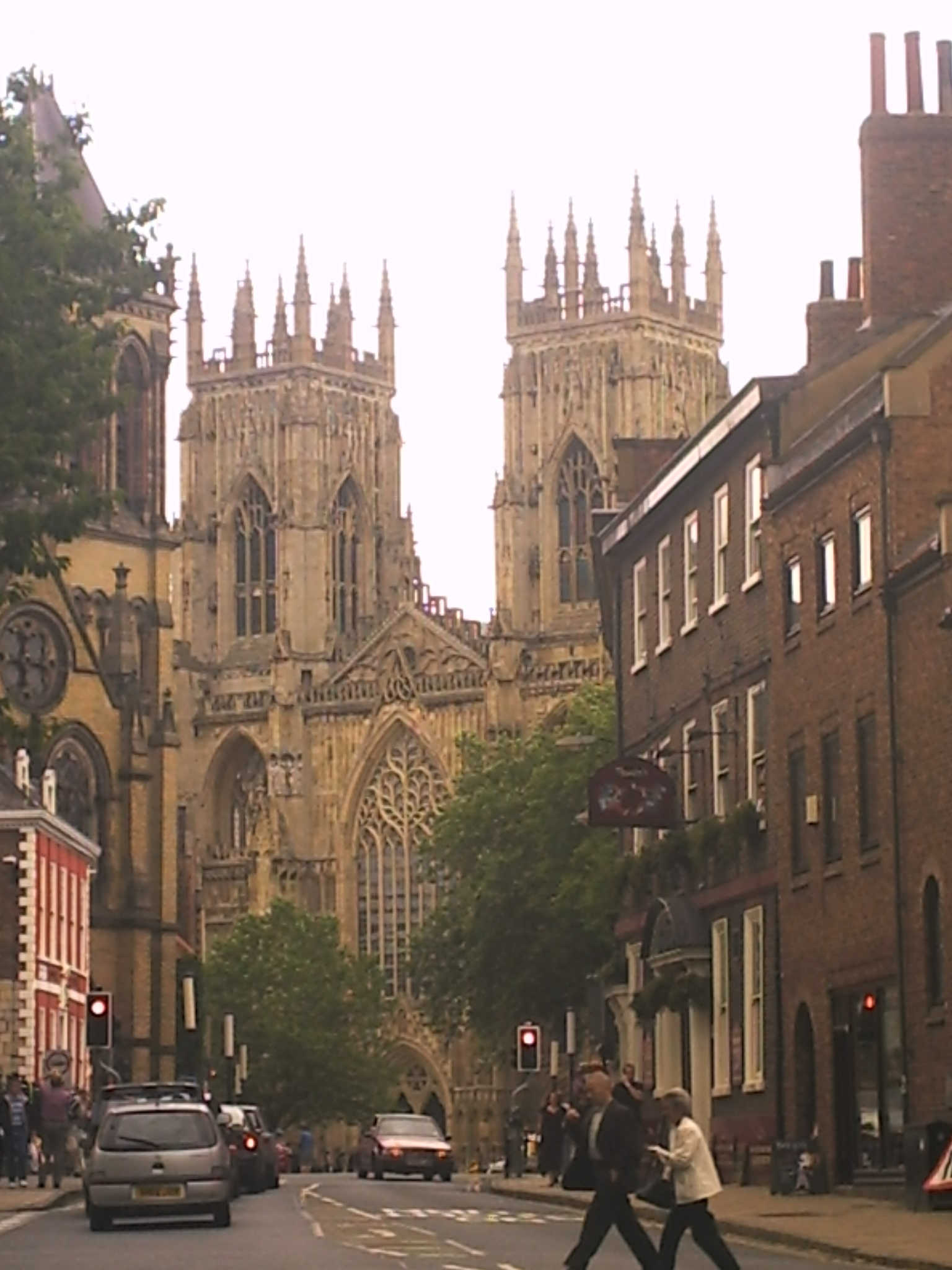
A Catedral de Iorque sendo vista a partir da entrada leste do Museum Gardens
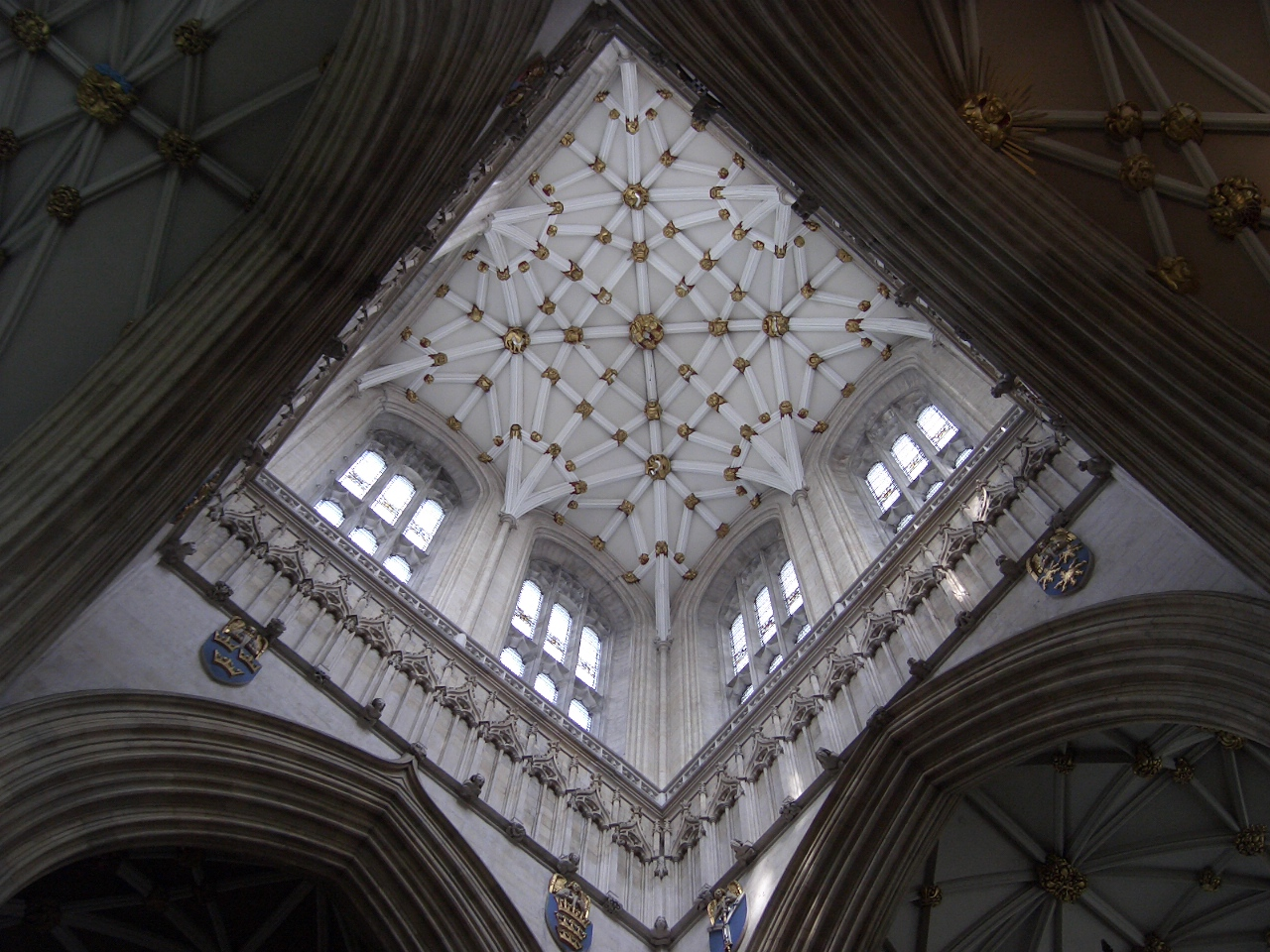
O interior do cruzeiro
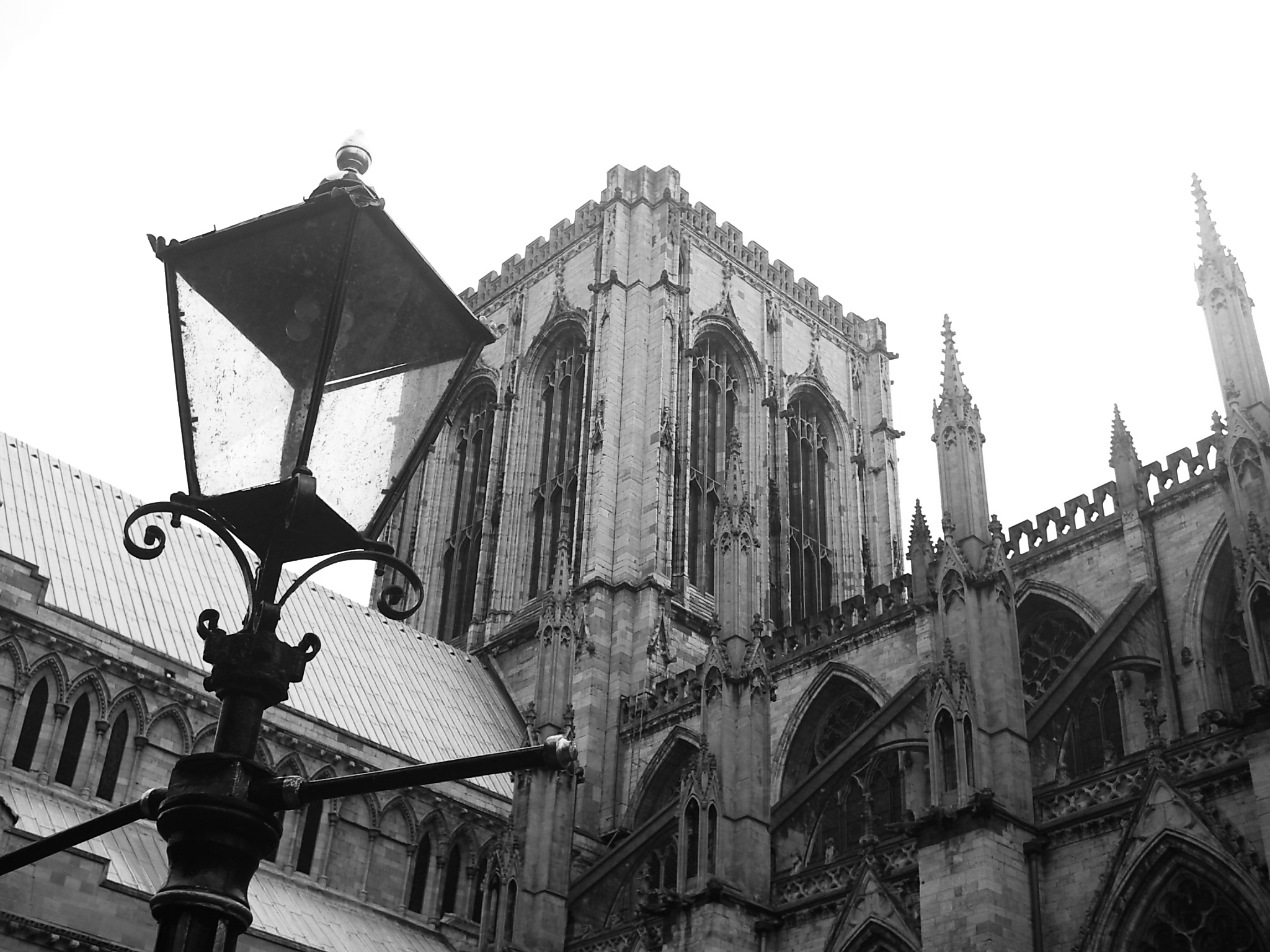
Torre central da Catedral de Iorque
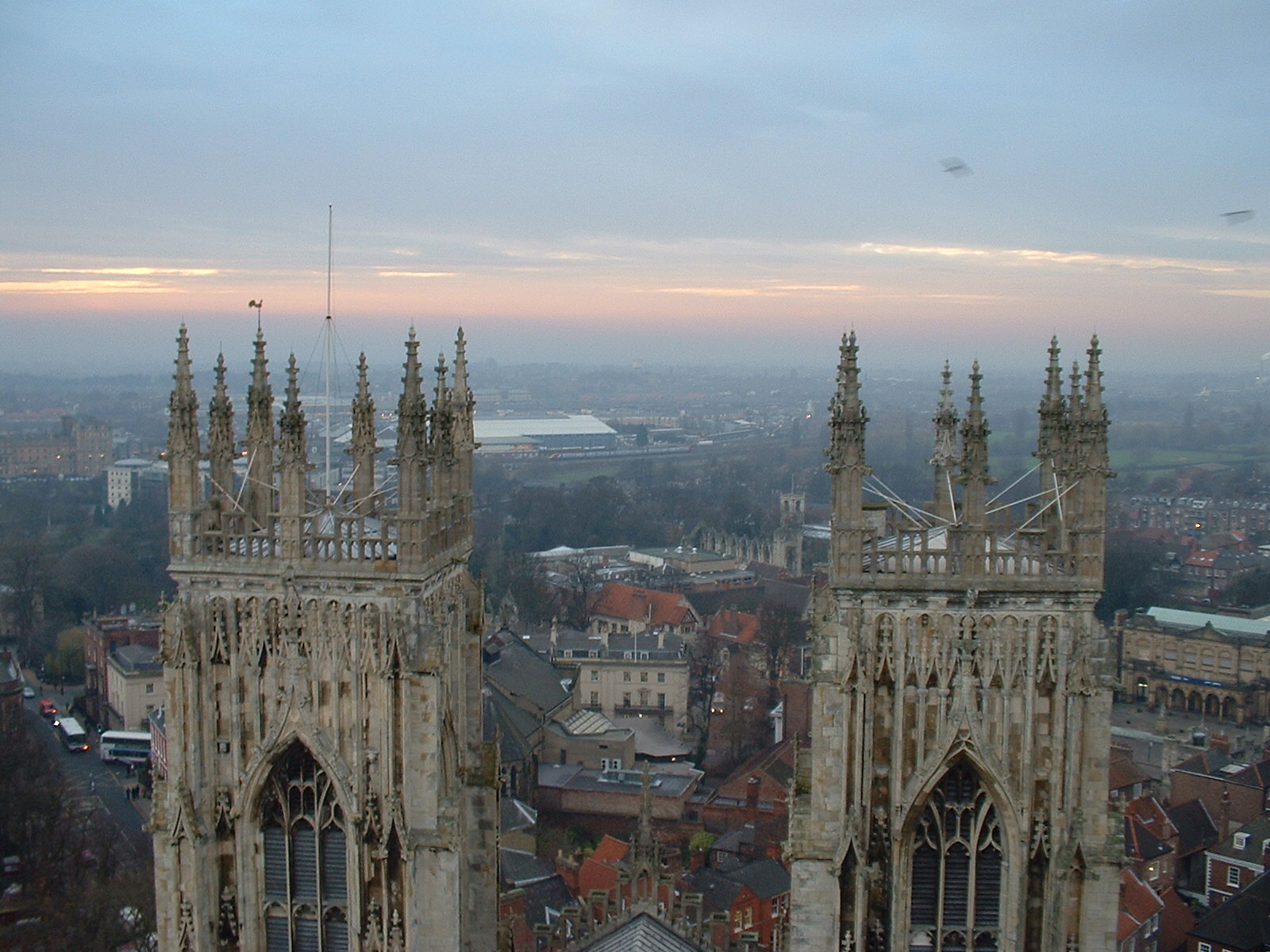
Vista oeste da cidade de Iorque, a partir do telhado da torre central
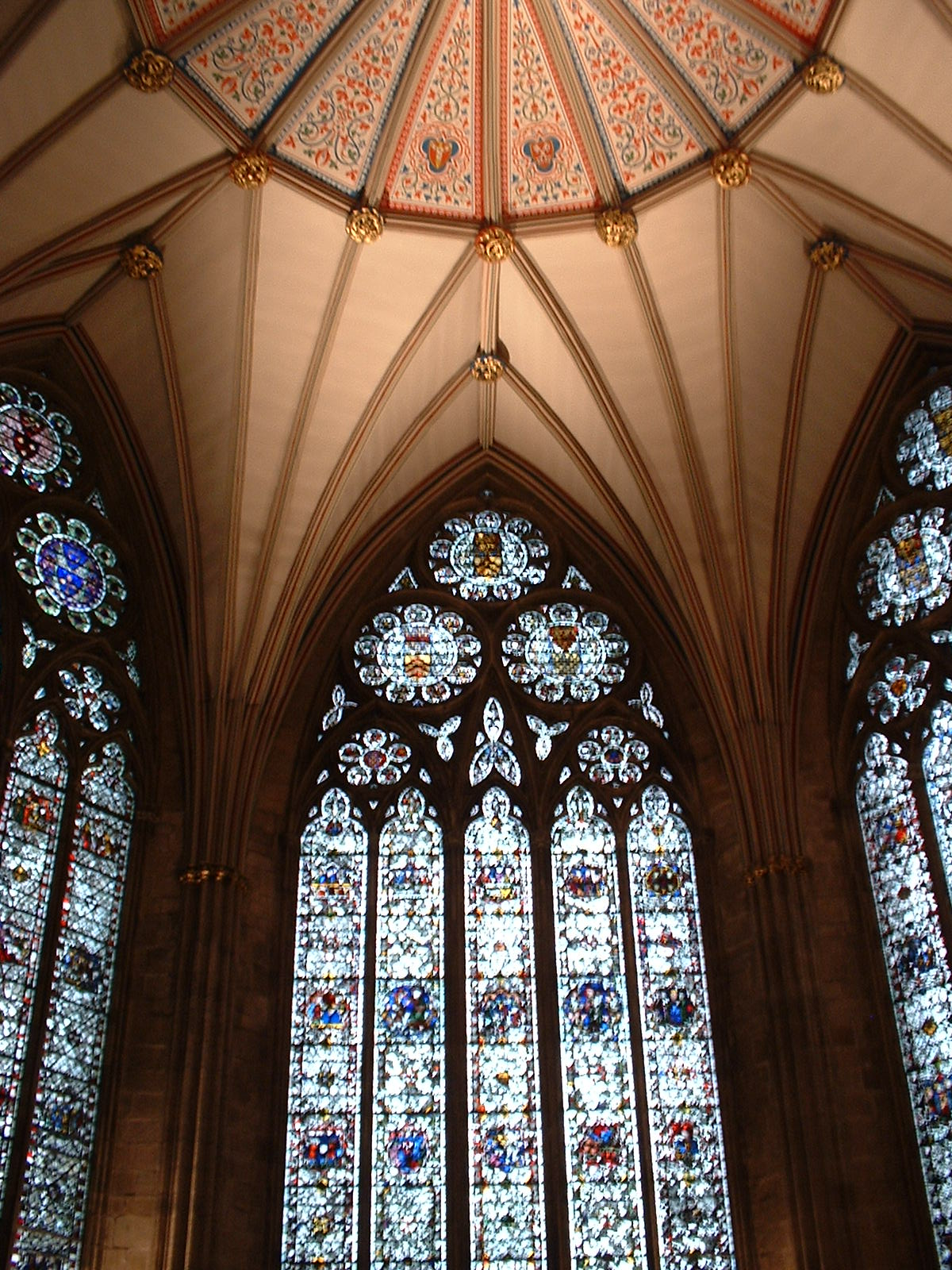
Vista interior da Casa do Cabido
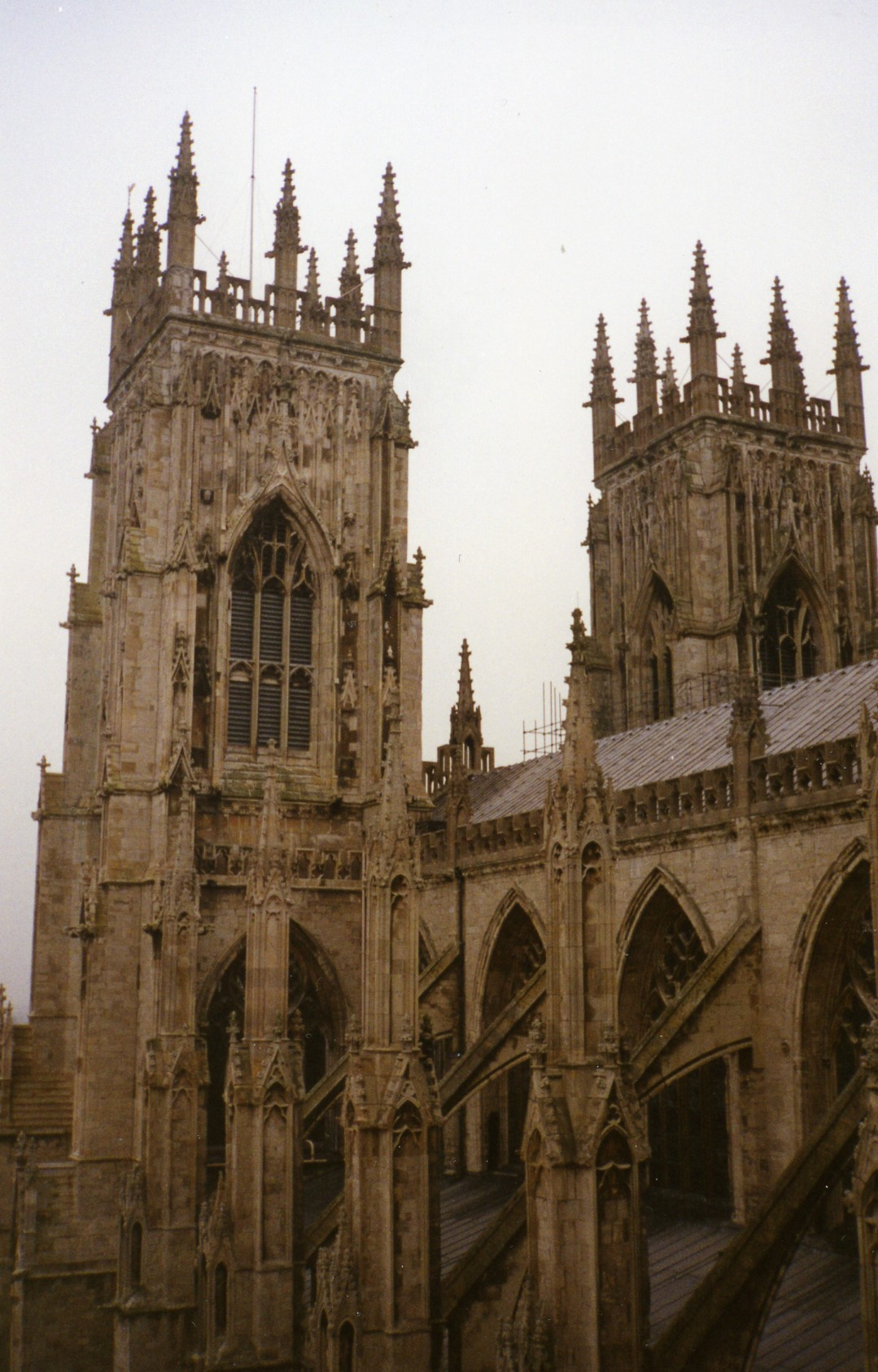
Uma vista da parte de trás das torres da catedral
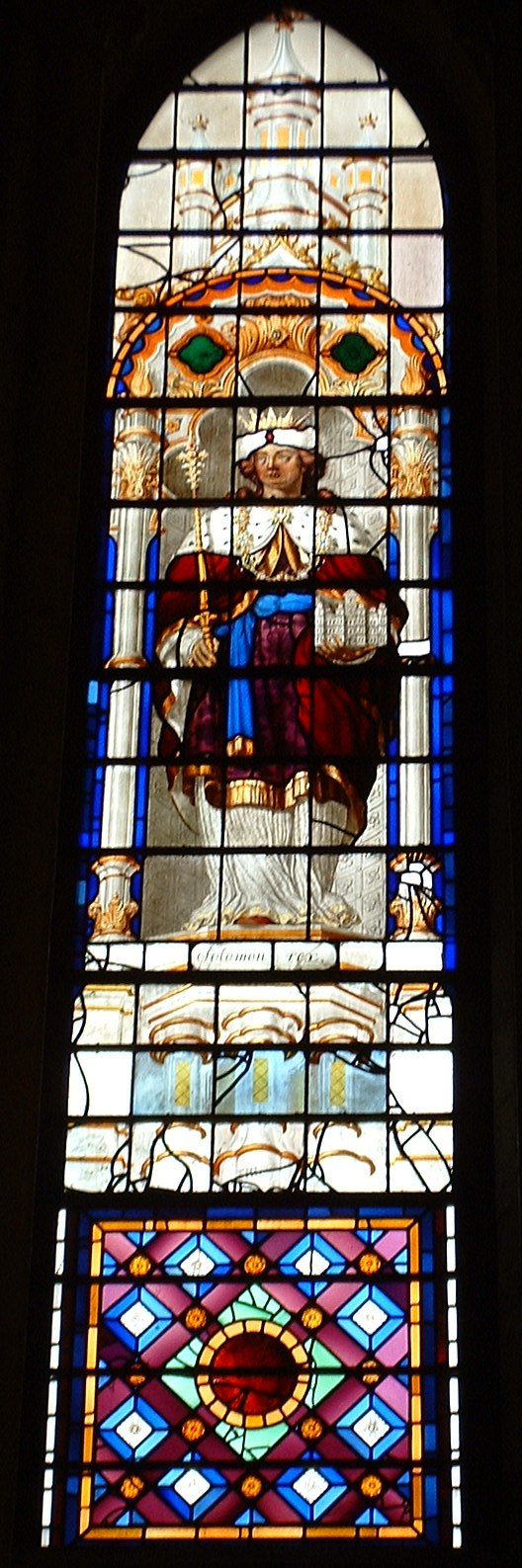
Um vitral representando o rei Salomão
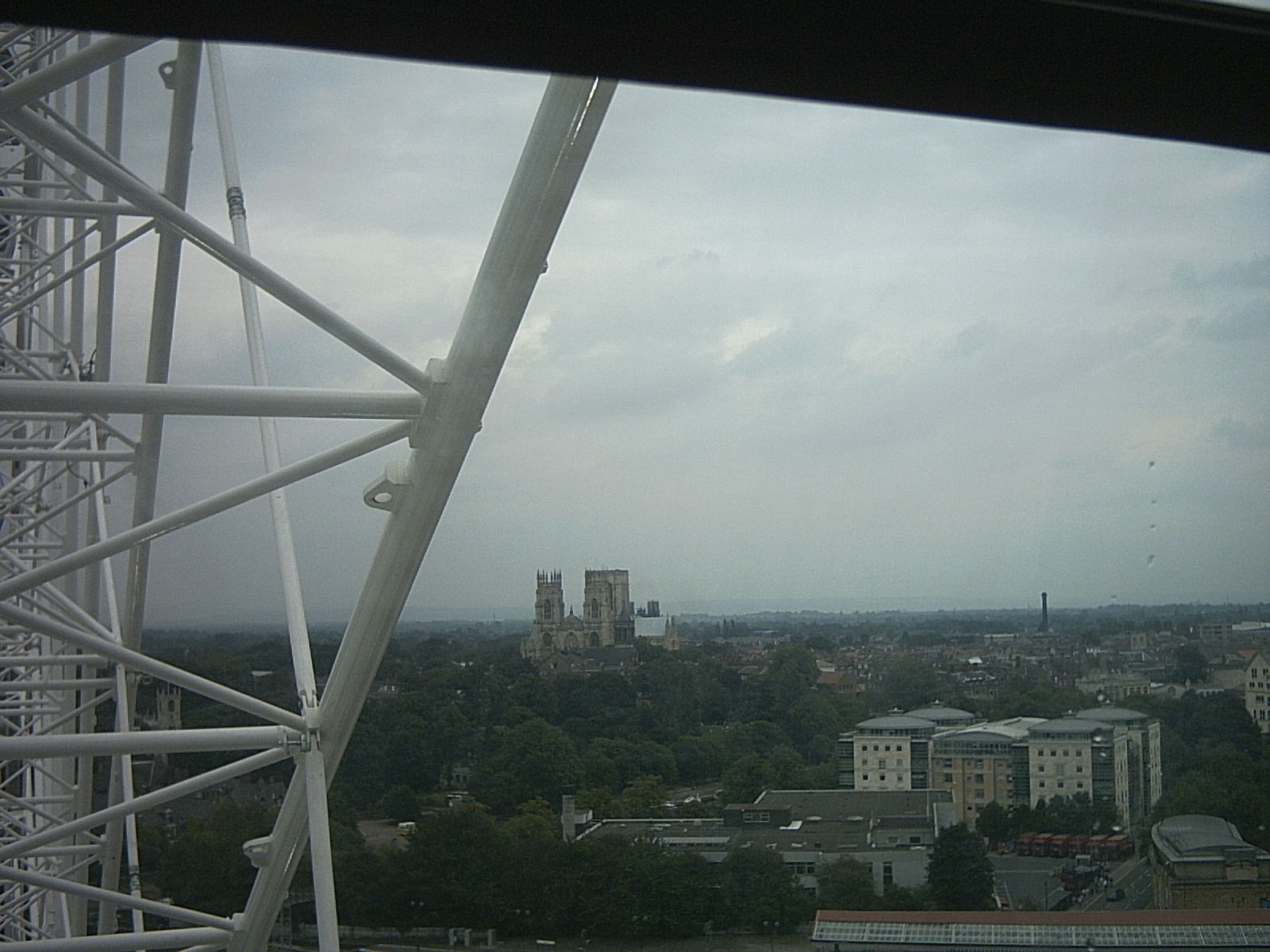
Vista da Yorkshire Wheel
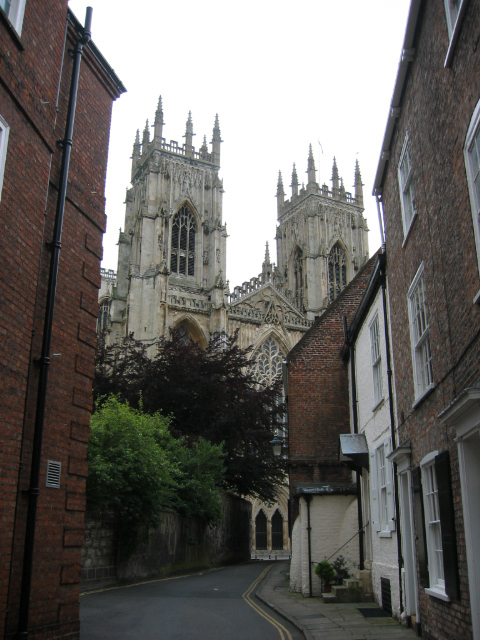
Vista da Precentor's Court
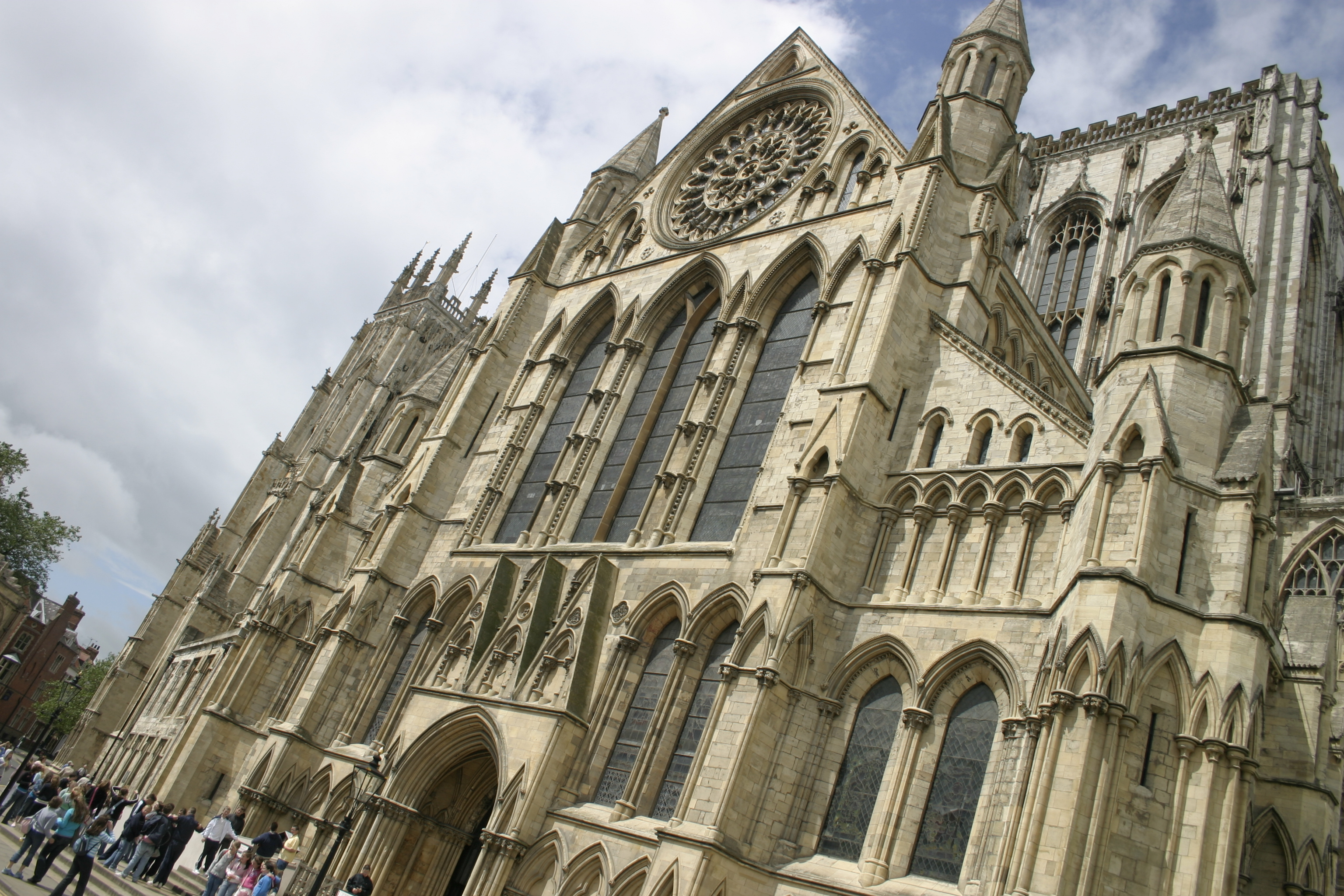
Detalhes arquitetônicos